# Avrainville (Essonne)
Avrainville település Franciaországban, Essonne megyében. Lakosainak száma 1045 fő (2022. január 1.). Avrainville Arpajon, Boissy-sous-Saint-Yon, Cheptainville, Égly, Guibeville, Lardy, La Norville és Torfou községekkel határos.

## Népesség
A település népességének változása:
| Lakosok száma | 901  | 949  | 964  | 985  | 973  | 995  | 1017 | 1030 | 1045 |
|               | 2013 | 2015 | 2016 | 2017 | 2018 | 2019 | 2020 | 2021 | 2022 |